# Stéphanie Duboisová
Stéphanie Duboisová (* 31. října 1986, Laval, Québec, Kanada) je bývalá kanadská profesionální tenistka. Jejím nejvyšším umístěním na žebříčku WTA ve dvouhře bylo 87. místo (30. leden 2012) a ve čtyřhře 102. místo (22. září 2008). Na okruhu WTA dosud nevyhrála žádný turnaj. Na okruhu ITF zvítězila na 10 turnajích ve dvouhře a 8 ve čtyřhře.
Profesionální tenisovou kariéru ukončila v roce 2014 na turnaji v  Québecu, kde vypadla v prvním kole dvouhry s Němkou Görgesovou po výsledku 1–6, 2–6.

## Finálové účasti na turnajích WTA (1)

### Čtyřhra - prohry (1)
| Legenda                |
| Kategorie Tier III (1) |

| Č. | Datum            | Turnaj         | Povrch    | Partnerka       | Vítězky                                    | Výsledek    |
| 1. | 4. listopad 2007 | Quebec, Kanada | tvrdý (h) | Renata Voráčová | Raquel Kopsová-Jonesová Christina Fusanová | 6-2, 7-6(6) |

## Vítězství na okruhu ITF (15)

### Dvouhra (7)
| Č. | Datum              | Turnaj        | Dotace   | Povrch | Soupeřka ve finále | Výsledek      |
| 1. | 13. červen, 2004   | Hamilton      | 25 000 $ | antuka | Alexa Glatchová    | 6-1, 7-5      |
| 2. | 6. únor, 2005      | Rockford      | 25 000 $ | tvrdý  | Hana Šromová       | 6-1, 6-2      |
| 3. | 5. únor, 2006      | Rockford      | 25 000 $ | tvrdý  | Anda Perianuová    | 7-6(4), 6-3   |
| 4. | 19. listopad, 2006 | Lawrenceville | 50 000 $ | tvrdý  | Julie Dittyová     | 6-3, 7-6(6)   |
| 5. | 22. červenec, 2007 | Hamilton      | 25 000 $ | antuka | Sharon Fichmanová  | 6-2, 6-2      |
| 6. | 29. červenec, 2007 | Lexington     | 50 000 $ | tvrdý  | Anne Keothavongová | 4-6, 6-3, 6-3 |
| 7. | 9. srpen, 2009     | Vancouver     | 75 000 $ | tvrdý  | Sania Mirzaová     | 1-6, 6-4, 6-4 |

### Čtyřhra (8)
| Č. | Datum              | Turnaj        | Dotace   | Povrch | Partnerka              | Soupeřky ve finále                        | Výsledek         |
| 1. | 18. duben, 2004    | Jackson       | 25 000 $ | antuka | Alisa Klejbanovová     | Cory-Ann Avantsová Kristen Schlukebirová  | 6-2, 6-3         |
| 2. | 27. březen, 2005   | Redding       | 25 000 $ | tvrdý  | Julia Bejgelzimerová   | Leanne Bakerová Francesca Lubianiová      | 6-4, 6-7(1), 6-3 |
| 3. | 12. listopad, 2006 | Pittsburgh    | 75 000 $ | tvrdý  | Alisa Klejbanovová     | Ashley Harkleroadová Galina Voskobojevová | 6-4, 5-7, 6-1    |
| 4. | 21. červenec, 2007 | Hamilton      | 25 000 $ | antuka | Surina de Beerová      | Michaela Johanssonová Paula Zabalová      | bez boje         |
| 5. | 4. srpen, 2007     | Vancouver     | 50 000 $ | tvrdý  | Marie-Ève Pelletierová | Soledad Esperonová Agustina Leporeová     | 6-4, 6-4         |
| 6. | 21. říjen, 2007    | Lawrenceville | 50 000 $ | tvrdý  | Alisa Klejbanovová     | Leanne Bakerová Julie Dittyová            | 6-2, 6-0         |
| 7. | 11. listopad, 2007 | Pittsburgh    | 75 000 $ | tvrdý  | Alisa Klejbanovová     | Raquel Kopsová-Jonesová Abigail Spearsová | 6-4, 4-6, 10-6   |
| 8. | 18. říjen, 2008    | Toronto       | 50 000 $ | tvrdý  | Marie-Ève Pelletierová | Nikola Franková Carmen Klaschková         | 6-4, 6-3         |

## Fed Cup
Stéphanie Duboisová se zúčastnila 19 zápasů týmového Fed Cupu za tým Kanady s bilancí 11-6 ve dvouhře a 10-2 ve čtyřhře.

## Postavení na žebříčku WTA na konci sezóny

### Dvouhra
| Rok    | 2002 | 2003   | 2004   | 2005   | 2006   | 2007   | 2008   | 2009   |
| Pořadí | 625. | ▲ 480. | ▲ 253. | ▲ 121. | ▼ 134. | ▲ 101. | ▼ 122. | ▲ 108. |

### Čtyřhra
| Rok    | 2002 | 2003 | 2004   | 2005   | 2006   | 2007   | 2008   | 2009   |
| Pořadí | 747. | ▼x.  | ▲ 258. | ▲ 184. | ▲ 156. | ▲ 105. | ▼ 147. | ▼ 372. |